# Gehejmekonseil
Das Gehejmekonseil  war von etwa 1665 bis zur Auflösung 1770 der höchste königliche Rat im Königreich Dänemark.
König Friedrich III. rief das Gehejmekonseil ins Leben, nachdem im Souveränitätsgesetz von 1661 und im Königsgesetz von 1665 der Reichsrat zugunsten einer absoluten Monarchie abgeschafft worden war. Zunächst handelte es sich bei dem Gehejmekonseil um ein informelles, ausschließlich ratgebendes Gremium. Am 21. April 1670 wurde das Gremium offiziell von Friedrich III. gegründet.
Das Gehejmekonseil setzte sich aus vier bis sieben Mitgliedern zusammen, zumeist führenden Amtsmännern. Mit der Zeit gewann das Gehejmekonseil immer mehr Macht. Es wandelte sich von einem ratgebenden zu einem sachbehandelnden Gremium, das eigenständig tagte, insofern der König nicht vor Ort war. In minderen Angelegenheiten konnte das Gehejmekonseil bald auch selbst entscheiden, alle anderen Vorschläge mussten dem König vorgelegt werden. Die wichtigsten Angelegenheiten wurden mit dem vollzähligen Rat in der Anwesenheit des Königs besprochen. Spätestens in der Regierungszeit von Christian VII. war der König noch pro forma an der Entscheidungsfindung beteiligt.
Am 27. Dezember 1770 löste Johann Friedrich Struensee das Gehejmekonseil auf. Nach Struensees Sturz wurde das Gehejmekonseil als Geheimer Staatsrat 1772 neu gegründet.